# San Ferdinando (Italia)
San Ferdinando es un municipio sito en el territorio de la provincia de Reggio Calabria, en Calabria (Italia).

## Demografía
| Gráfica de evolución demográfica de San Ferdinando entre 1861 y 2001 |
|                                                                      |
| Fuente ISTAT - elaboración gráfica a cargo de Wikipedia              |